# جايسون تومسون (لاعب كرة قدم)
جايسون تومسون (بالإنجليزية: Jason Thompson)‏ (22 نوفمبر 1981 - ) هو لاعب كرة قدم أمريكي في مركز الهجوم. لعب مع نادي دالاس.

## وصلات خارجية
- جايسون تومسون على موقع الدوري الأمريكي (الإنجليزية)
- جايسون تومسون على موقع قاعدة بيانات كرة القدم.إي يو (الإنجليزية)